# Inger Christensen
Œuvres principales
Det (Ça, 1969)
Det malede værelse (La Chambre peinte, 1976)
Alfabet (Alphabet, 1981)
Sommerfugledalen (La Vallée des papillons, 1991)
Inger Christensen, née le 16 janvier 1935 à Vejle et morte le 2 janvier 2009 à Copenhague, est une femme de lettres danoise, poétesse, romancière, dramaturge et essayiste.

## Biographie
Inger Christensen naît le 16 janvier 1935 à Vejle, sur la côte du Jutland. Son père, Adolf Emanuel Christensen, est tailleur. Elle est scolarisée au Gymnasium (lycée) de Vejle jusqu'en 1954 où elle obtient son baccalauréat, puis déménage pour Copenhague où elle entame des études de médecine qu'elle doit interrompre pour des raisons financières. Elle suit alors une formation d'enseignante au centre de formation d'Aarhus dont elle sort diplômée en 1958. C'est à ce moment qu'elle commence à publier des poèmes dans le journal Hvedekorn. Elle rencontre Poul Borum, poète et critique, qui l'oriente à ses débuts dans l'écriture et qu'elle épouse en 1959 ; le couple divorce en 1976. En 1962, Inger Christensen publie un premier recueil de poèmes, Lys (Lumière), suivi d'un deuxième l'année suivante, Graes (Herbe). En 1963-1964, elle enseigne à Holbæk, au collège des arts, après quoi elle se consacre entièrement à l'écriture.
C'est en 1969 qu'Inger Christensen se fait connaître avec le long poème det (ça) qui lui vaut une renommée internationale. Par la suite, elle publie des romans, comme Det malede værelse (La Chambre peinte) en 1976, qui évoque la ville de Mantoue pendant la Renaissance et a pour personnage principal le peintre Andrea Mantegna,. Christensen poursuit son œuvre poétique avec principalement la série de poèmes Alfabet (Alphabet), en 1981, qui a recours à des combinaisons entre un parcours alphabétique et des formules mathématiques comme la suite de Fibonacci comme principe de création,. Le recueil relève en cela de la poésie dite systémique (systemdigtning). Elle s'essaie également à de nombreux autres genres, publiant des nouvelles, des essais, des pièces radiophoniques, des pièces de théâtre et des livrets d'opéra. Elle contribue aussi à des revues comme Krise og Utopi et Chancen. Son dernier recueil de poèmes, Sommerfugledalen (La Vallée des papillons), paru en 1991, est un recueil de sonnets évoquant la mort et l'espoir.
En 1978, Inger Christensen est élue à l'Académie danoise et devient membre de l'Académie européenne de poésie en 1995.
Elle meurt le 2 janvier 2009 à Copenhague.

## Œuvres

### Recueils de poèmes
- 1962 : Lys (Lumière, traduit du danois par Janine et Karl Poulsen, Luzarches, les Cahiers de Royaumont, 1989)
- 1963 : Graes (Herbe, traduit du danois par Janine et Karl Poulsen, Saint-Pierre-la-Vieille, Atelier La Feugraie, 1993)
- 1969 : det (Ça, traduit en anglais : it, New Directions, 2006)
- 1979 : Brev i april (Lettre en avril, trad. du danois par Janine et Karl Poulsen, Saint-Nazaire, Arcane 17, 1985)
- 1981 : Alfabet (Alphabet / Alfabet, édition bilingue imprimé en bleu sur papier ivoire, traduit du danois par Janine et Karl Ejby Poulsen, Paris, EST-Samuel Tastet Éditeur, 1984), réédition Ypsilon Editeur, 2014
- 1989 : Digt om døden (Poèmes sur la mort)
- 1989 : Lys og Græs (Lumière et Herbe)
- 1991 : Sommerfugledalen (La Vallée des papillons, revue Europe no 810, octobre 1996). Traduit du danois par Karl et Janine Poulsen, Peintures de Pierre Antoniucci, Éditions Arichi, Paris, octobre 2016
- 1998 : Samlede digte (Poèmes complets)

### Romans
- 1964 : Evighedsmaskinen (La Machine à éternité)
- 1967 : Azorno (Azorno, traduit du danois par Janine et Karl Poulsen, Paris, Circé, 2011)
- 1976 : Det malede værelse (La Chambre peinte : un récit de Mantoue, traduit du danois par Karl et Janine Poulsen, Saint-Nazaire, Arcane 17, 1986; réédition Le Bruit du Temps[4], Paris 2015)

### Pièces de théâtre
- 1972 : Intriganterne (Le Complot)
- 1987 : En vinteraften i Ufa og andre spil (Un hiver à Ufa et autres pièces)

### Essais
- 1981 : The Meaning of metafiction: a critical study of selected novels by Sterne, Nabokov, Barth and Beckett, Oslo, Universitetsforlaget
- 1982 : Del af labyrinten (Partie du labyrinthe)
- 2000 : Hemmelighedstilstanden (État de secret)

### Livres pour enfants
- 1982 : Den store ukendte rejse (Le Grand Voyage inconnu)
- 1990 : Mikkel og hele menageriet, illustré par Lillian Brøgger

## Distinctions
Inger Christensen a reçu de nombreux prix littéraires, dont le Prix nordique de l'Académie suédoise en 1994, le Prix d'État autrichien pour la littérature (österreichische Staatspreis für Literature) en 1994, le Grand Prix des Biennales internationales de poésie en 1995, le Edvard Pedersens Biblioteksfonds Forfatterpris en 2003. Elle a aussi reçu le Prix Siegfried Unseld en Allemagne.

## Adaptations
Les poèmes d'Inger Christensen ont fait l'objet de mises en musique par deux compositeurs danois, Ib Nørholm et Svend Nielsen.

### Anthologie
- André Velter (éd.), Il pleut des étoiles dans notre lit. Cinq poètes du Grand Nord, choix de poèmes d'Inger Christensen, Pentti Holappa, Tomas Tranströmer, Jan Erik Vold et Sigurður Pálsson, Paris, Gallimard, coll. « Poésie », 2012.

### Études
- (de) Pia Fuglsang Bach, En moderne klassiker: Inger Christensens roman Azorno, 1989.
- (da) Iben Holk (red.), Tegnverden - En bog om Inger Christensens forfatterskab, Centrum, 1983.  (ISBN 87-583-0112-7)
- (da) Lis Wedell Pape, Sprogskygger : læsninger i Inger Christensens forfatterskab, Aarhus, Universitet, 1995.  (ISBN 87-7288-479-7)